# Jamul Mountains
Die Jamul Mountains sind eine Bergkette südlich von Jamul in äußersten Süden des US-Bundesstaats Kalifornien.
Sie gehören zu den San Ysidro Mountains und diese wiederum zu den Peninsular Ranges. Der Otay See grenzt im Süden an die Bergkette.
Der für Südkalifornien typische Chaparral ist der bestimmende Vegetationstyp. Verschiedene Wege, meist ehemalige 4WD Fahrwege führen über den Bergrücken.